# Gentakola trifasciata
Gentakola trifasciata är en stekelart som först beskrevs av Saraswat 1975.  Gentakola trifasciata ingår i släktet Gentakola och familjen sköldlussteklar. Inga underarter finns listade i Catalogue of Life.